# Philip Barker Webb
Pour les articles homonymes, voir Barker et Webb.
Philip Barker Webb est un botaniste britannique, né le 10 juillet 1793 à Milfort House dans le Comté de Surrey et mort le 31 août 1854 à Paris.

## Biographie
Il est le fils de Philip Smith Webb et d’Hannah née Barker. Il fait ses études à la Christ Church d’Oxford et entre au Lincoln’s Inn en 1812. Il obtient son Bachelor of Arts en 1815. Il étudie la géologie auprès de William Buckland (1784-1856). Il voyage en Italie et en Grèce en 1817-1818, en Espagne en 1826, au Portugal et au Maroc en 1827, dans les îles Canaries de 1828 à 1830, l’Italie de 1848 à 1850 et l’ouest de l’Irlande en 1851. Il constitue, au fil de ses voyages, de grandes collections d’histoire naturelle. Elles sont étudiées par de grands naturalistes comme Achille Valenciennes (1794-1865) pour les poissons et Alcide Dessalines d'Orbigny (1806-1876) pour les mollusques.

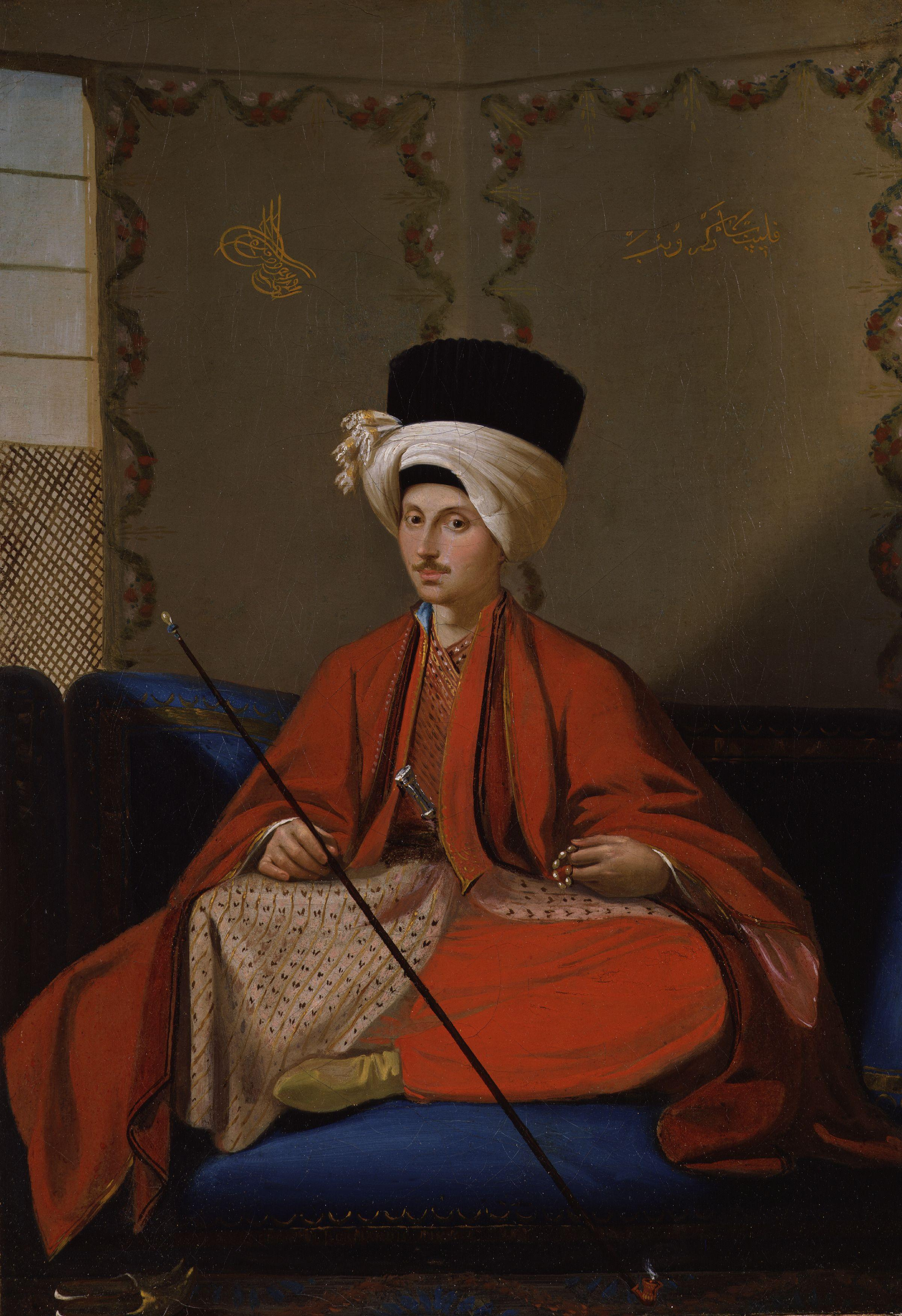
Philip Barker Webb par Lalogero de Bernadis, National Portrait Gallery, Londres.

Il devient membre de la Royal Society en 1824.

## Œuvres
Il est notamment l’auteur de Osservazioni intorno allo stato antico e presente dell'Agro trojano del Signor Filippo Barker Webb (Milan, 1821, traduit en français en 1844 sous le titre de Topographie de la Troade ancienne et moderne, Gide, Paris), avec Sabin Berthelot (1794-1880) Histoire naturelle des îles Canaries (1836-1850), Iter hispaniense, or a Synopsis of plants collected in the Southern provinces of Spain and in Portugal, with geographical remarks, and observations on rare and undescribed species (Béthune, Paris et H. Coxhead, Londres, 1838), Fragmenta floruia aethiopico-aegypticae (1845), Otia hispanica, seu Delectus plantarum rariorum aut nondum rite notarum per Hispanias sponte nascentium (V. Masson, Paris, 1853). Il se retire à Paris.

## Source
- Marie-Louise Bauchot, Jacques Daget & Roland Bauchot (1997). Ichthyology in France at the Beginning of the 19th Century : The “Histoire Naturelle des Poissons“ of Cuvier (1769-1832) and Valenciennes (1794-1865). in Collection building in ichthyology and herpetology (PIETSCH T.W.ANDERSON W.D., dir.), American Society of Ichthyologists and Herpetologists : 27-80.  (ISBN 0-935868-91-7)